# Леллис, Камилл де
Камилл де Леллис (итал. Camillo de Lellis); 25 мая 1550 — 14 июля 1614) — католический святой, основатель ордена камиллианцев.   Покровитель больных и медицинских работников.

## Биография
Камилл де Леллис родился 25 мая 1550 года в Буккьянико (ныне — в итальянском регионе Абруццо). Его отец был капитаном неаполитанской армии, с детства Камилл мечтал о карьере военного. В юности он стал солдатом, служил в Венеции, Испании, участвовал в военных операциях в Северной Африке. Был дважды ранен в боях, лечился в римском госпитале св. Иакова. В армии Камилл пристрастился к карточной игре, в результате проиграл всё состояние. Из-за недостатка средств нанялся рабочим на строительство монастыря капуцинов в Манфредонии. В 1575 году пережил духовное обращение, вследствие чего после окончания строительства вступил в новициат построенного монастыря. Из-за болезни вынужден был прервать новициат и пройти курс лечения в том же самом госпитале, где восстанавливался после ранений. Духовная перемена привела к тому, что Камилл обратил самое пристальное внимание на неподобающее отношение к больным в госпитале, после чего он решил посвятить жизнь помощи больным людям. После излечения он остался в больнице, начал ухаживать за пациентами, и добился улучшения условий их содержания. Постепенно он добился авторитета в больнице, был назначен на один из руководящих постов, после чего провёл реформу, заменив наёмных служащих, ухаживавших за больными на добровольцев, ряд из которых вступил впоследствии в основанный св. Камиллом орден.
Его духовным наставником в этот период стал святой Филипп Нери, который убедил Камилла в необходимости принять духовный сан. После периода обучения Камилл де Леллис был рукоположён. В 1584 году он основал Общество служителей больных, в 1586 году правила Общества были утверждены папой римским Сикстом V, а в 1591 году папа Григорий XIV возвёл общество в статус монашеского ордена. Камиллианцы наряду с тремя традиционными монашескими обетами давали четвёртый — обет служения больным. В том же году Камилл де Леллис принял торжественные обеты вместе с 25 коллегами и стал первым настоятелем ордена. К концу жизни святой Камилл основал 14 обителей, камиллианцы работали во множестве госпиталей по всей Италии и прославились тем, что не отказывались ухаживать даже за больными смертельно опасными болезнями во время эпидемий. Камиллианцы также ухаживали за безнадёжно больными, стараясь утешить их и облегчить муки, что принесло им народное прозвище «отцы благой смерти».
В 1607 году святой Камилл сложил с себя звание настоятеля, чтобы целиком посвятить себя уходу за страждущими. В 1614 году он скончался.

## Почитание
В 1742 году Камилл де Леллис был беатифицирован, а в 1746 году канонизирован. Труды св. Камилла имеют значение, как источники по истории медицины; святой Камилл подробно описывал медицинские практики XVI—XVII веков. День памяти в Католической церкви — 14 июля.